# Volksgasmaske

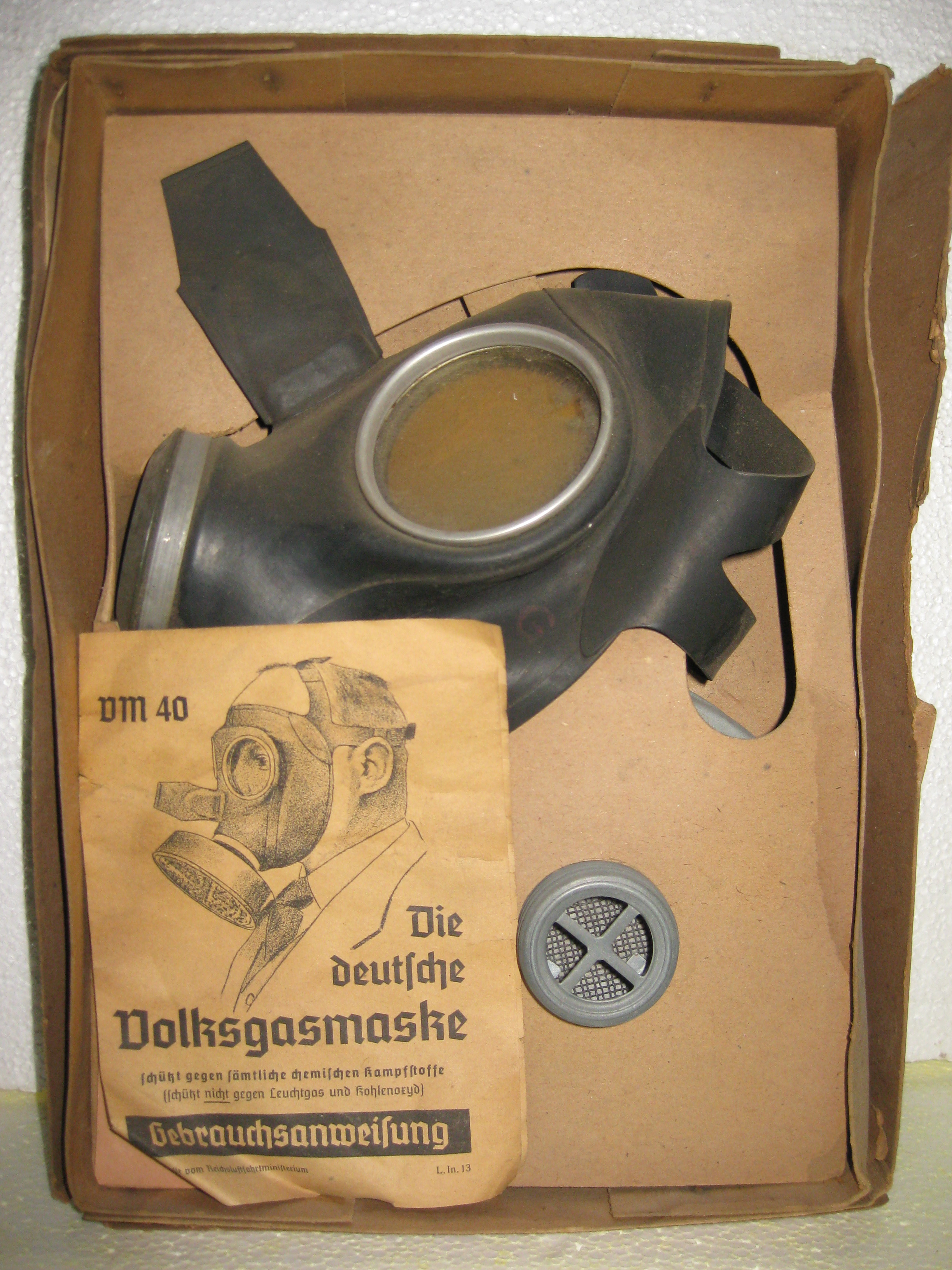
Volksgasmaske, original verpackt Rheinland-Pfälzisches Feuerwehrmuseum Hermeskeil

Die Volksgasmaske war ein im Zweiten Weltkrieg in mehreren Ländern entwickeltes Prinzip, das die Versorgung großer Teile der Zivilbevölkerung mit Gasmasken vorsah. Dadurch sollten die Auswirkungen des möglichen Einsatzes von chemischen Waffen im Rahmen des Bombenkriegs gegen Ansiedlungen verringert werden. Die Volksgasmasken waren in den meisten Fällen weniger leistungsfähig als die militärischen Varianten, ließen sich aber schneller und kostengünstiger herstellen.

## Deutsches Reich
Die deutsche „Volksgasmaske“ der Drägerwerke, die auch unter diesem Titel firmierte, war in ihrer ursprünglichen Version eine haubenartige Konstruktion, die den Großteil des Kopfes umschloss. Spätere Versionen verzichteten aus Gründen der Materialersparnis auf die Haube, sie umschlossen lediglich das Gesicht und wurden, wie heute noch üblich, mit Riemen am Hinterkopf befestigt. Gegen Kriegsende nahm die Qualität der Volksgasmasken immer mehr ab, die letzte Version von 1944 wurde nur noch aus dünnem, gummierten Stoff gefertigt. Alle Versionen verfügten über zwei getrennte Sichtgläser, einen runden, aufschraubbaren Filter und ein Ausatemventil. Die Maske wurde ab Juli 1937 an die Bevölkerung ausgegeben. Sie war für eine je nach Kampfstoff maximal 20-minütige Verwendung (gegen Phosgen fünf Minuten) vorgesehen und sollte den Trägern vor allem die Flucht aus dem gefährdeten Bereich ermöglichen. Sie boten aber keinen Schutz „gegen Leuchtgas und Kohlenoxyd“. Vom rechts abgebildeten Modell VM 40 gab es die vier Varianten Kindergröße, Frauengröße, Männergröße und Übergröße. Bis Kriegsende wurden knapp 45 Millionen Volksgasmasken hergestellt. In der beigelegten Gebrauchsanweisung hieß es: „Pflege deine Volksgasmaske noch besser als deine Kleidung, denn sie soll dir gegebenenfalls das Leben retten!“